# 三村镇
三村镇，是中华人民共和国黑龙江省佳木斯市同江市下辖的一个乡镇级行政单位。

## 行政区划
三村镇下辖以下地区：
头村、二村、三村、四村、红卫村、新富村、庆安村、拉起河村、华星村和红建村。